# 杜安 (漢朝)
杜安（?—?），字伯夷。颍川郡定陵（治所在今河南省舞阳县西北）人，其出生地在今襄城县丁营乡杜庄村。东汉官员。
杜安少年时有志节，十三岁时入太学，号称奇童。京师贵戚仰慕他的名望，有人写信给他，杜安不拆开看，都藏在墙壁里。后来查处贵戚宾客，杜安打开墙壁取出书信，印封如故，没有受到牵连，时人敬重他。杜安官至巴郡太守，有很好的政绩。有子杜根。